# Вильерс, Кэтрин, 18-я баронесса де Рос
Кэтрин Вильерс, урождённая Мэннерс (англ. Katherine Villiers; 1603 — октябрь 1649, Уотерфорд, Королевство Ирландия) — английская аристократка, 18-я баронесса де Рос в своём праве (suo jure) с 1632 года, в замужестве — герцогиня Бекингем и маркиза Антрим. Жена Джорджа Вильерса, 1-го герцога Бекингема.

## Биография
Кэтрин Мэннерс родилась в 1603 году и стала единственным ребёнком Фрэнсиса Мэннерса, 6-го графа Ратленда, и его первой жены Фрэнсис Найвет. После смерти леди Фрэнсис граф Ратленд женился во второй раз, но оба его сына от этого брака умерли детьми (второй — в марте 1620 года). В результате Кэтрин стала единственной наследницей титула баронов де Рос (графский титул мог переходить только по мужской линии), обширных владений и огромного состояния Мэннерсов. Её считали богатейшей невестой в Англии.
В браке леди Кэтрин с 1-м герцогом Бекингемом родились:
- Мэри Вильерс (1622—1685), жена 1) лорда Чарльза Герберта, старшего сына Филиппа Герберта, 4-го графа Пембрука и 1-го графа Монтгомери, 2) Джеймса Стюарта, герцога Леннокса и Ричмонда, 3) полковника Томаса Говарда;
- Чарльз Вильерс (1625—1627), граф Ковентри;
- Джордж Вильерс (1628—1687), 2-й герцог Бекингем;
- лорд Фрэнсис Вильерс (1629—1648)[3].

В художественном мини-сериале «Мэри и Джордж» (2024) Кэтрин Вильерс сыграла Миррен Мак.